# Carl Geeraerts
Carl Geeraerts is een Belgisch politicus voor N-VA en voormalig manager van voetbalclub Antwerp FC.

## Levensloop
Van 1991 tot 2015 was Geeraerts manager van Antwerp FC. In deze functie legde Geeraerts in 2002 klacht neer tegen speler Bimbo Fatokun nadat die laatste hem met de dood had bedreigd.
In 2013 werd Geraerts districtsburgemeester van Berendrecht-Zandvliet-Lillo. Tevens kreeg hij de bevoegdheden communicatie, veiligheid, ruimtelijke ordening, financiën en budget, en ambtenaar burgerlijke stand. Bij de Belgische federale verkiezingen 2014 kwam hij op als opvolger op de 12de en voorlaatste plaats op de lijst voor de Kamer van volksvertegenwoordigers.
Carl Geeraerts bleef districtsburgemeester tot eind 2024. Na de lokale verkiezingen van oktober 2024 werd een lokaal bestuur gevormd met PRO2040, een samenwerking met Vooruit en CD&V, als grootste partij. Hij werd daarop begin 2025 opgevolgd door Zander Vliegen en werd onder zijn opvolger eerste schepen in het districtscollege.